# Primærrute 15
Primærrute 15 er en hovedvej, der går tværs over Jylland mellem Grenaa og Ringkøbing via Aarhus.
Primærrute 15 går fra Grenaa Havn nord om Aarhus via Herningmotorvejen forbi Silkeborg, Herning, Ringkøbing, hvor den slutter ved mødet med Sekundærrute 181 i Søndervig vest for Ringkøbing. 
På strækningen er der motorvej nord om Aarhus (Djurslandsmotorvejen), vest om Aarhus (E45, Østjyske Motorvej), fra Motorvejskryds Århus Vest til Motorvejskryds Herning (Herningmotorvejen), Øst om Herning (Midtjyske Motorvej) og Syd om Herning (Messemotorvejen).
Ved Hørbylunde Bakke, som er en del af Den Jyske Højderyg, er Herningmotorvejen ført over Funder Ådalsbro, en 700 meter lang, utraditionelt bygget bro. Broen er nemlig støbt på den ene side af bakkerne og derefter skubbet på plads ud over Funder Ådal for ikke at "betræde" den fredede natur.
Ved Ringkøbing udvides vejen til en 2+1-vej for 200 millioner kroner af hensyn til specialtransporter.
Rute 15 er 203 kilometer lang.